# Carlo Andrea Pelagallo
Carlo Andrea Pelagallo (ur. 30 marca 1747 w Rzymie, zm. 6 września 1822 w Osimo) – włoski kardynał.

## Życiorys
Urodził się 30 marca 1747 roku w Rzymie, jako syn Nicoli Pelagallo. Studiował na La Sapienzy, gdzie uzyskał doktorat utroque iure. 19 listopada 1809 roku przyjął święcenia diakonatu, a 3 grudnia – prezbiteratu. Był referendarzem Trybunału Obojga Sygnatur i audytorem Kamery Apostolskiej. 18 grudnia 1815 roku został biskupem Osimo, a 18 lutego 1816 roku przyjął sakrę. 8 marca został kreowany kardynałem prezbiterem i otrzymał kościół tytularny Santi Nereo ed Achilleo. Zmarł 6 września 1822 roku w Osimo.